# 保羅·湯瑪斯·安德森
保羅·湯瑪斯·安德森（英語：Paul Thomas Anderson，1970年6月26日—）是一位美國電影導演，出生於加利福尼亞州。1999年，他以《心靈角落》獲得柏林影展金熊獎；另外他以《戀愛雞尾酒》（2002）、《黑金企業》（2007）與《世紀教主》（2012）分別拿下坎城影展最佳導演獎、柏林影展最佳導演銀熊獎與威尼斯影展最佳導演銀獅獎，成為影史上第一位在三大影展（柏林、坎城、威尼斯）皆獲得最佳導演獎者。

## 生平
保羅·湯瑪斯·安德森出生於美國加利福尼亞州的影城，雙親為厄尼·安德森（Ernie Anderson，是一位演員、美國廣播公司的發言人與克里夫蘭深夜電視節目的主持人）與愛德維娜（Edwina Gough）。安德森在聖費爾南多谷長大，後來曾經進入紐約大學就讀，不過2天之後就退學。他在這裡的生活經驗也影響了他的電影藝術風格。

### 導演生涯
安德森在年輕時就開始參與電影製作，當他就讀高中時就完成一部30分鐘的偽紀錄片《大炮王迪哥傳》（1988年），關於內容一位男性色情片名星（受到約翰·侯爾姆斯的啟發）。
在愛默生學院短暫的主修英文與紐約大學就讀後，安德森開始擔任電視電影、音樂影帶與洛杉磯及紐約的遊戲展覽的助理製作。他後來在1992年製作了短片，並在1993年的日舞影展上播放，也得到許多讚賞。在幾年之後，安德森在1996年完成首部劇情長片《Sydney》，後來被該稱為《賭國驚爆》。
安德森於1997年完成的作品《不羈夜》再度以德克·迪格勒為主角，並在票房上獲得成功。《不羈夜》也受到多評論家的讚賞，被認為「如果不是十年來最佳的電影，也是年度最佳電影」，也被視為是描述色情電影工業最傑出的作品之一。這部電影也讓畢·雷諾斯再度受到矚目，並使得馬克·華伯格與茱莉安·摩爾的身價上漲。
安德森下一部作品是《心靈角落》，劇情描述幾個不同的人物在一天當中的互相交錯，這部電影也得到廣泛的讚譽，有超過150位評論家將《心靈角落》視為1999年的十大電影之一。《心靈角落》除斬獲第50屆柏林影展金熊獎之外，也入圍3項奧斯卡獎，包括最佳電影配樂與最佳原創劇本，而湯姆·克魯斯則以這次演出入圍最佳男配角獎。
安德森下一部電影則是浪漫喜劇《戀愛雞尾酒》，由亞當·山德勒與艾蜜莉·華森所主演。資深影評人羅傑·艾伯特認為亞當·山德勒的演出相當出色，「展現出令人意想不到的深度」。並斬獲第55屆坎城影展最佳導演獎（與林權澤的《醉畫仙》共同獲得）。
在《戀愛雞尾酒》之後，安德森最新的作品是根據厄普敦·辛克萊爾的小說《Oil!》改編的《黑金企業》。這部電影由丹尼爾·戴-劉易斯所主演，他也因此再度獲得奧斯卡最佳男主角獎。安德森也因這部電影入圍美國導演工會獎最佳導演獎與奧斯卡最佳導演獎。《黑金企業》總共在奧斯卡獲得8項提名，與《險路勿近》共同成為入圍最多項目的電影。
安德森經常與一些相同的演員合作，像菲利普·西摩·霍夫曼就出現在他所執導的4部電影中，只有《黑金企業》沒有參與演出。而菲力普·貝克·霍爾、约翰·C·赖利、瑪露娜·華特斯與路易·古茲曼也經常與安德森合作。
2012年电影《世紀教主》为他赢得了第69屆威尼斯影展最佳導演銀狮獎。

### 私生活
安德森與歌手費歐娜·艾波曾經交往過幾年，她曾經出現在《不羈夜》的DVD當中。而目前安德森則與玛雅·鲁道夫（也是原本電視節目《週六夜現場》的演員）交往當中，他們住在洛杉磯與紐約，而且他們的女兒在2005年10月15日出生。

## 作品
- 1988年：《大炮王迪哥传》（The Dirk Diggler Story，短片）
- 1993年：《香菸與咖啡》（Cigarettes & Coffee，短片）
- 1996年：《賭國驚爆》（Hard Eight）
- 1997年：《不羈夜》（Boogie Nights）
- 1998年：《旗桿特價》（Flagpole Special，短片）
- 1999年：《心靈角落》（Magnolia）
- 2000年：《週六夜現場幻想》（SNL Fanatic，短片）
- 2001年：《週六夜現場：莫莉·香儂的最佳》（Saturday Night Live: The Best of Molly Shannon，短片）
- 2002年：《戀愛雞尾酒》（Punch-Drunk Love）
- 2003年：
  - 《床墊大王廣告》（Mattress Man Commercial，短片）
  - 《花與血》（Blossoms & Blood，短片）
  - 《沙發》（Couch，短片）
- 2007年：《黑金企業》（There Will Be Blood）
- 2012年：《世紀教主》（The Master）
- 2014年：《性本恶》（Inherent Vice）
- 2015年：《君農（英语：Junun (film)）》（Junun，紀錄片）
- 2017年：《霓裳魅影》（Phantom Thread）
- 2019年：《阿尼瑪（英语：Anima (Thom Yorke album)）》（Anima，短片）
- 2021年：《甘草比萨》（Licorice Pizza）
- 2025年：《一戰再戰》（One Battle After Another）

## 外部連結
- 保羅·湯瑪斯·安德森在互联网电影资料库（IMDb）上的資料（英文）
- 保羅·湯瑪斯·安德森在豆瓣上的资料（简体中文）
- Paul Thomas Anderson Resource | Cigarettes & Red Vines | 1999-2011
- （英文） cigarettes and red vines - the p.t. anderson web resource
- （英文） 2008年1月洛杉磯週報對於保羅·湯瑪斯·安德森的訪問
- （英文）A.V.俱樂部對於保羅·湯瑪斯·安德森的訪問Interview
- Esquire magazine profile（页面存档备份，存于）